# Cerovac (Jakšić)
Cerovac je naselje u Republici Hrvatskoj u Požeško-slavonskoj županiji, u sastavu općine Jakšić.

## Zemljopis
Cerovac se nalazi istočno od Jakšića, susjedna naselja su Šumanovci na istoku, Rajsavac na zapadu, Ovčare na sjeveru te Granje na jugu.

## Stanovništvo
Prema popisu stanovništva iz 2001. godine Cerovac je imao 257 stanovnika.
| broj stanovnika | 180   | 150   | 170   | 189   | 197   | 205   | 230   | 291   | 341   | 356   | 319   | 286   | 264   | 260   | 257   | 228   | 191   |
|                 | 1857. | 1869. | 1880. | 1890. | 1900. | 1910. | 1921. | 1931. | 1948. | 1953. | 1961. | 1971. | 1981. | 1991. | 2001. | 2011. | 2021. |